# En portada (España)
En portada es un programa de producción propia del área de Informativos No Diarios de los Informativos de Televisión Española emitido desde 1984.

## Formato
Combina grandes reportajes vinculados a la actualidad dentro y fuera de España, con otros de carácter temático. La dirección del programa elige un tema en el que esté ocurriendo algo informativamente interesante, ya sea dentro o fuera de España y el equipo se traslada allí.
En portada cuenta con un equipo de reporteros que realiza la mayor parte de los trabajos. Otros los realizan periodistas de la redacción de los Informativos Diarios de TVE y corresponsales.

## Historia
En 1984, el primer reportaje emitido fue una entrevista a Fidel Castro.
Desde su primera emisión y hasta 2021, la sintonía de cabecera fue "End Title Reprise" de la banda sonora de la película Blade Runner (1982). Desde 2022 tras la fusión del programa con Crónicas, se elimina la sintonía y se tratan también temas de actualidad nacional, y tiene como presentador a Lorenzo Milá. Ese año, además, pasó de emitirse en La 2 a hacerlo en La 1.  En 2023, volvió a La 2, manteniendo a Lorenzo Milá como presentador.
En 2024, el programa celebró su 40º aniversario. En esas cuatro décadas, ha tenido grandes reporteros como Rosa Mª Calaf, Alicia Gómez Montano, Pilar Requena, Esther Vázquez, Yolanda Sobero, Anna Bosch o Luis Pérez. 

## Directores
- José Matías Abril Sánchez (1984-1985).
- Asunción Valdés Nicolau (1985-1987).
- Rafael Herrera (1987-1989).
- Manuel Ángel Leguineche Bollar (1989-6/1990).
- María Elena Martí Ballesta (1991-1992).
- Fernando de Giles Pacheco (1992-2003).
- Daniel Peral Alonso (25/2/2003-5/2004).
- Juan Antonio Sacaluga Luengo (4/6/2004-1/12/2008).
- José Antonio Guardiola Sanz (1/12/2008-1/12/2021).
- Teresa Martín Sáez (30/3/2022-presente).

## Premios desde 2002
En la última etapa del programa se han recibido varios premios tanto nacionales como internacionales entre los que destacan los siguientes:
- Premio de la Cruz Roja (Festival de Televisión de Mónaco), 6 de julio de 2002.
- Premio del Club Internacional de Prensa, al mejor trabajo periodístico en televisión, 2003.
- Premio al mejor reportaje internacional del Festival de Televisión de Hamburgo (Alemania). Mayo de 2003.
- Premio del Comité Internacional de la Cruz Roja 2003.
- Laurel de Oro a la Calidad, septiembre de 2004.
- Premio de Derechos Humanos del Consejo General de la Abogacía Española, 10 de diciembre de 2004.
- Medalla de bronce al mejor reportaje de investigación en el Festival Internacional de Televisión de Nueva York, enero de 2005.
- Premio Italia de Televisión, julio de 2005.
- Mención Especial de Manos Unidas, 5 de julio de 2005.
- Medalla de plata al mejor reportaje de investigación en el Festival Internacional de Televisión de Nueva York, enero de 2006.
- Ninfa de Oro en el Festival de Televisión de Montecarlo. 2008.
- Globo de oro al mejor reportaje de investigación del World Media Festival de Hamburgo por Allende, caso cerrado.
- Premio Rey de España de Periodismo 2010 por Ellacuría, crimen sin castigo.
- Premio de televisión Manos Unidas 2011 por La nueva misión.
- Gran premio del jurado y premios al mejor reportaje informativo del World Media Festival 2011 de Hamburgo por Maldito oficio.
- Mejor programa documental de los Premios Iris en 2012 y 2013. Nominado como Mejor programa documental en los Premios Iris 2014.
- Premio de Televisión Manos Unidas 2012 por La mala vida de Jason Pino.
- Mejor documental del I Festival de Cine y Mujer por Los pecados de la Iglesia.
- Premio Colombine 2012 por Feminicidio S. A. un documental de Yolanda Sobero y Susana Jiménez Pons sobre el feminicidio en Guatemala.[7]
- Globo de oro del World Media Festival de Hamburgo 2013 por El desencanto de Europa.
- Premio de televisión Manos Unidas 2013 por Ciberbasura sin fronteras.
- Premio Defensa 2013 por "AMENAZAcyber" y globo de plata del Festival de Hamburgo 2014 por AMENAZAcyber.
- Medalla de oro del Festival de Nueva York 2014 por Hijos de la guerra atómica.
- Premios Ondas 2014. Mejor programa de actualidad.[8]
- Medalla de bronce del Festival de Nueva York 2016 por Nisman.
- Mejor reportaje de investigación del World Media Festival de Hamburgo 2016 por Nisman, en torno a la muerte de Alberto Nisman.
- Finalista a la Ninfa de oro del Festival de Televisión de Montecarlo 2016 por Nisman.
- 2020: Premio Ondas Mejor Documental, por La vida después, sobre la experiencia de cinco anónimos sobre el coronavirus.
- 2024: El 24 de abril se anuncia el Premio Globo de Plata del 25º World Media Festival de Hamburgo, por el reportaje, La huella del plástico. Recogerán el premio el 29 de mayo.[9]
- 2024: Premio Pilar Blanco a la comunicación sociolaboral otorgado por Comisiones Obreras de Madrid, al equipo de En portada.[10]
- 2024: Premio Zoom de la Televisión y las Plataformas Digitales al Mejor Programa Deportivo, al reportaje Selección F: De clandestinas a campeonas, de Alicia Manzanares y Alba Ruiz. Concedido por "recordar de manera emocionante la lucha olvidada de muchas mujeres por alcanzar la normalidad y la igualdad en el ámbito del fútbol profesional” El trabajo mereció también el Premio Zoom en la categoría de Mejor Formato en  [11]